# Biografielijst T-Ta

## T
- Jamie T, pseudoniem van Jamie Treays, (1986), Engels zanger
- Mousse T., pseudoniem van Mustafa Gündogdu, (1966), Duits diskjockey en muziekproducent
- Mr. T, pseudoniem van Laurence Tureaud, (1952), Amerikaans acteur

## Ta
- Ta Mok, pseudoniem van Ung Choen, (1926-2006), Cambodjaans Rode Khmer-leider (Ung Choen)

## Taa

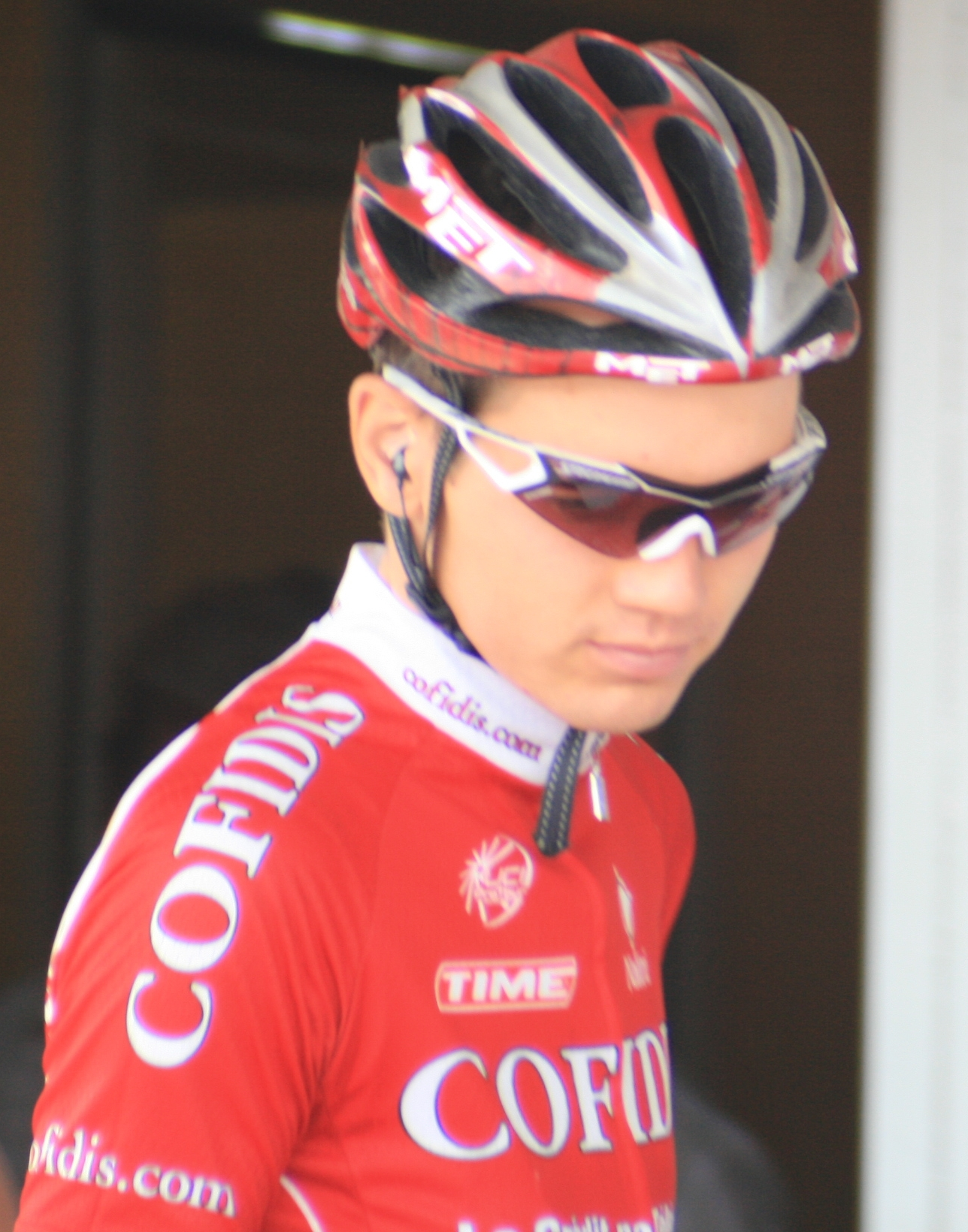
Rein Taaramäe

- Ta'a I, bekend als Senachtenre Tao, Oud-Egyptisch farao
- Ta'a II, bekend als Seqenenre Tao, (+ca. 1578 v.Chr.), Oud-Egyptisch farao
- Alice Frances Taaffe, bekend als Alice Terry, (1899-1987), Amerikaans actrice
- Abdullah al-Taaisha (1846-1899), Sudanees Ansar-generaal en heerser
- Arie Taal (1946-2024), Nederlands kunstenaar
- Willem Frederik van Erp Taalman Kip (1824-1905), Nederlands zeeofficier, inspecteur van het loodswezen in Nederlands-Indië en minister
- Adel Taarabt (1989), Marokkaans voetballer
- Rein Taaramäe (1987), Ests wielrenner
- Dirk Taat (1984), Nederlands acteur

## Tab

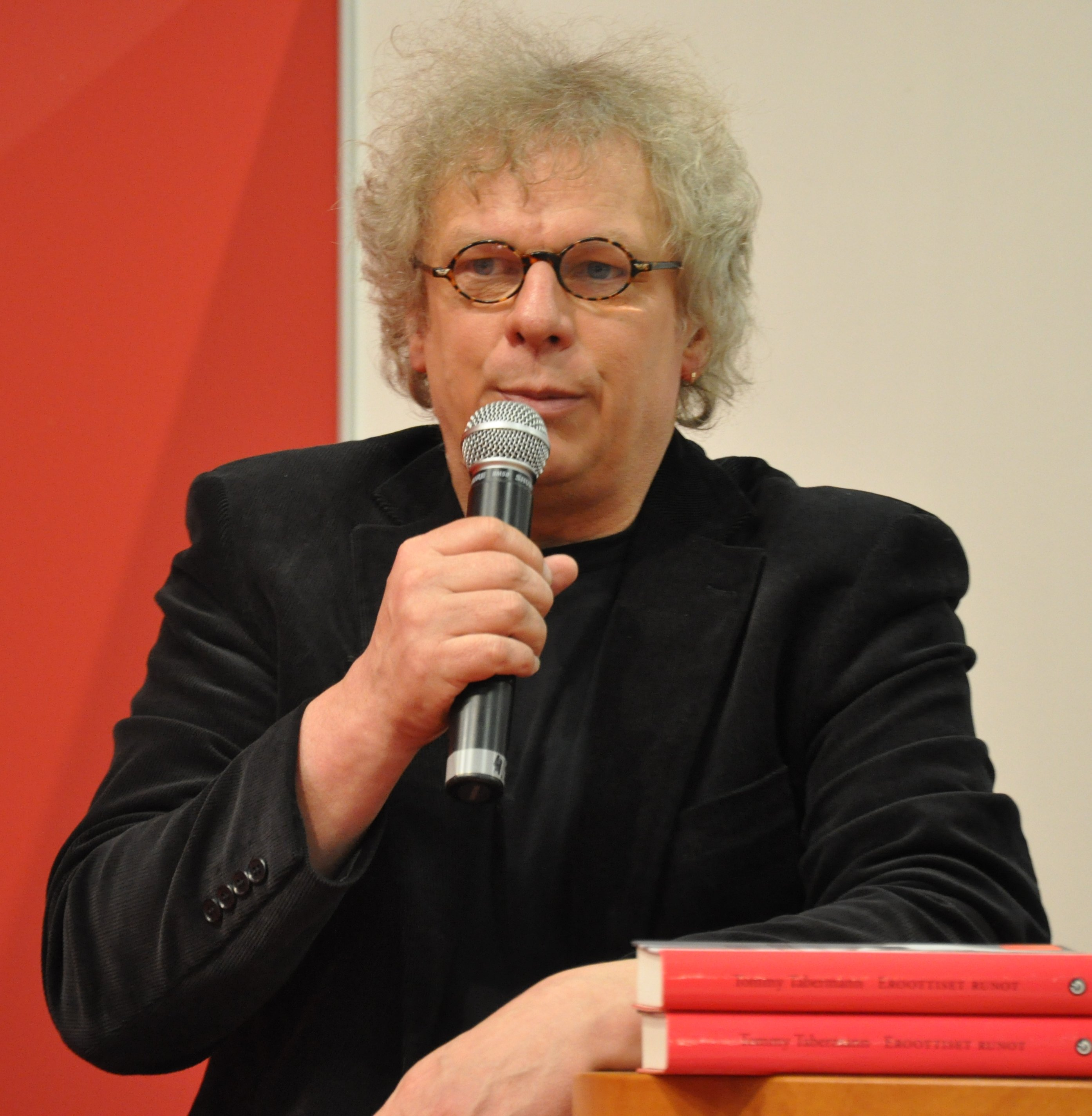
Tommy Tabermann (2009)

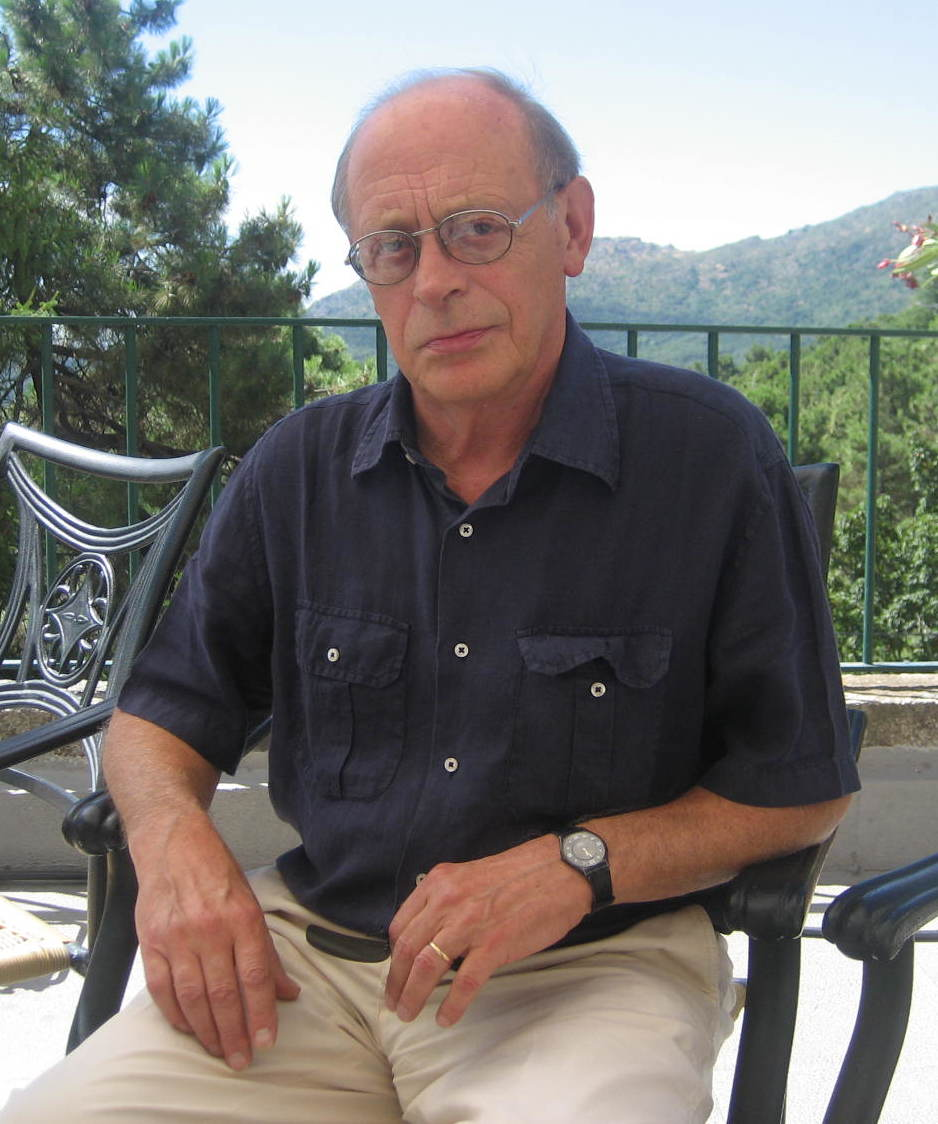
Antonio Tabucchi

- Tino Tabak (1946), Nederlands wielrenner
- Heidi El Tabakh (1986), Canadees tennisspeelster
- Joelia Tabakova (1980), Russisch atlete
- Morris Tabaksblat (1937-2011), Nederlands bestuurder en topfunctionaris
- Chiara Tabani (1994), Italiaans waterpolospeelster
- Ivan Tabanov (1966), Moldavisch voetballer, -trainer en -coach
- Oscar Tabárez (1947), Uruguayaans voetballer en voetbalcoach
- Heshmat Tabarzadi (1959), Iraans activist
- Zia al-Din Tabataba'i (1888-1969), Iraans journalist en politicus
- Tommy Tabermann (1947-2010), Fins schrijver en politicus
- Alan Tabern (1966), Engels dartsspeler
- Cesar Urueta Taboada (1986), Mexicaans voetballer
- Antonio Tabucchi (1943-2012), Italiaans schrijver, vertaler en literatuurwetenschapper

## Tac
- Vito Taccone (1940-2007), Italiaans wielrenner
- Armen Levonovitsj Tachtadzjan (1910-2009), Armeens-Russisch botanicus
- Publius Cornelius Tacitus (ca. 56-ca. 117), Romeins consul, historicus, schrijver en redenaar
- Tacitus (ca. 200-276), Romeins keizer (275-276)
- Christophe Tack (1992), Belgisch kitesurfer
- Erik Tack (1958), Belgisch politicus
- Joannes Franciscus Laurentius Tack (1749-1831), Zuid-Nederlands en Belgisch landeigenaar en politicus
- Luc Tack (1961), Belgisch ondernemer
- Nico Tack (1918-2007), Nederlands militair
- Paul Norbert Tack (1759-1830), Zuid-Nederlands en Belgisch industrieel en politicus
- Pierre Tack (1818-1910), Belgisch politicus
- Pieter Tack (1870-1943), Belgisch activist binnen de Vlaamse beweging
- Raoul Tack (1895-1973), Belgisch journalist, redacteur, bestuurder en politicus
- Roland Tack (1949-2010), Belgisch advocaat, rechter en politicus
- Sabrina Tack (1976), Belgisch zangeres, bekend onder het pseudoniem Laura Lynn
- Sylvain Tack (1934-2006), Belgisch ondernemer en radiomaker
- Willem Carel Tack (1852-1915), Nederlands politicus
- Krijn Taconis (1918-1979), Nederlands fotograaf
- Michel Tacq, bekend als Mitacq, (1927-1994), Belgisch striptekenaar en -scenarist

## Tad
- Reinier Willem Tadama (1771-1812), Nederlands advocaat en politicus
- Rodrigo Ferrante Taddei (1980), Braziliaans voetballer
- Marco Tadé (1995), Zwitsers freestyleskiër
- Meba Tadesse (1986), Ethiopisch atleet
- Zersenay Tadese (1982), Eritrees atleet
- Girma Tadesse (1987), Ethiopisch atlete
- Boris Tadić (1958), Servisch president
- Dušan Tadić (1988), Servisch voetballer
- Josip Tadić (1987), Kroatisch voetballer
- Novica Tadić (1949-2011), Servisch dichter

## Tae
- Taeke Wiebe Doekes Taekema (1980), Nederlands hockeyspeler
- Luckas Vander Taelen (1958), Vlaams acteur, journalist, politicus, reportagemaker en zanger
- Elke Taelman (1986), Vlaams zangeres
- René Taelman (1945-2019), Belgisch sportjournalist en voetbaltrainer
- Theodorus Josephus Taen Err Toung (1889-1970), Nederlands architect
- Jong Tae-Se (1984), Noord-Koreaans voetballer
- Roh Tae-woo (1932-2021), Zuid-Koreaans politicus
- Pieter Jozef Taeymans (1842-1902), Belgisch architect

## Taf

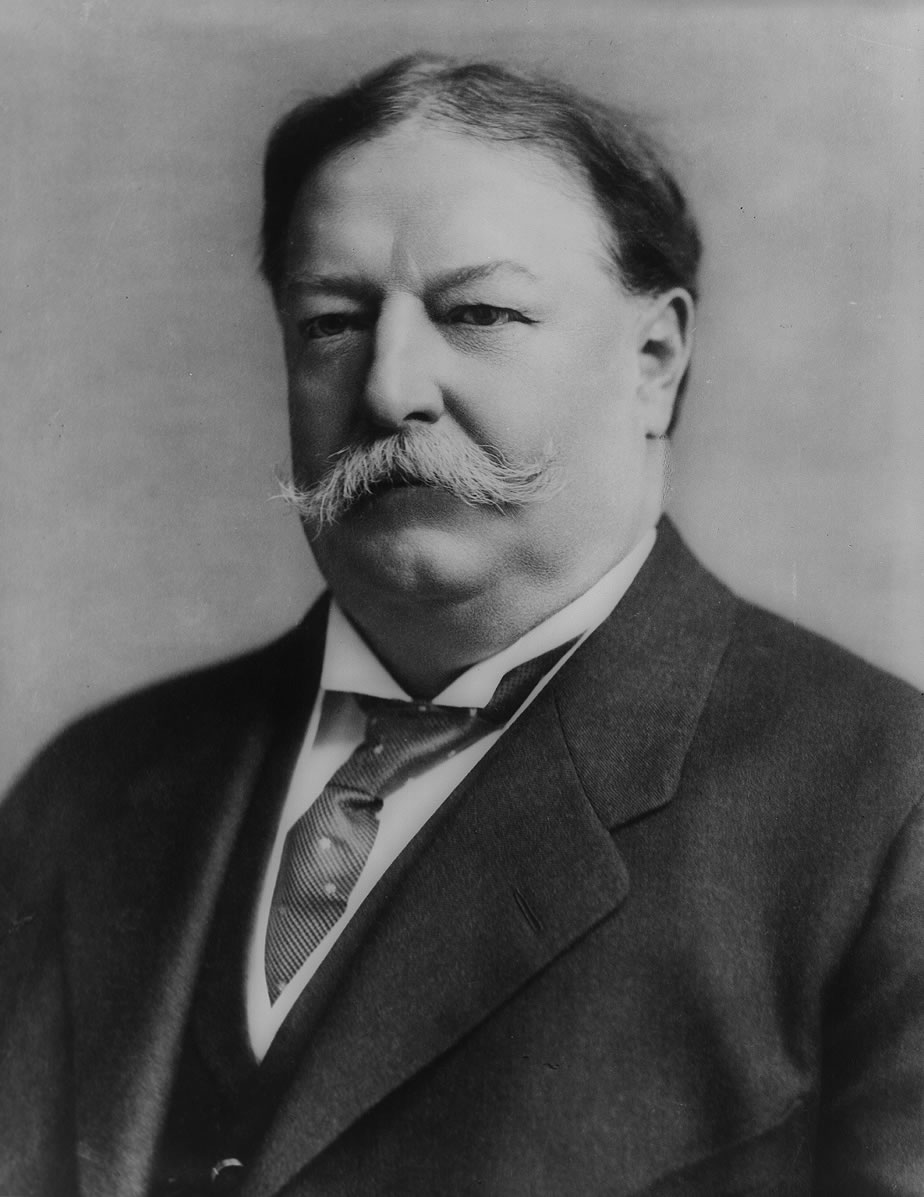
William Howard Taft

- Askale Tafa (1984), Ethiopisch atlete
- Tesfaye Tafa (1962), Ethiopisch atleet
- Cláudio André Mergen Taffarel (1966), Braziliaans voetbalkeeper
- Grégory Tafforeau (1976), Frans voetballer
- William Howard Taft (1857-1930), Amerikaans advocaat, rechter (hooggerechtshof) en politicus (o.a. president)
- Hassan Taftian (1993), Iraans atleet

## Tag
- Nicolae Ţaga (1967), Roemeens roeier
- Sigismund Tagage (1922-2012), Nederlands priester, historicus en schatbewaarder
- Nicolás Tagliafico (1992), Argentijns voetballer
- Prince Tagoe (1986), Ghanees voetballer
- Rabindranath Tagore (1861-1941), Bengalees dichter
- Tagtsepa (+1720), regent van Tibet
- Pierre-André Taguieff (1946), Frans politiek filosoof en socioloog

## Tah

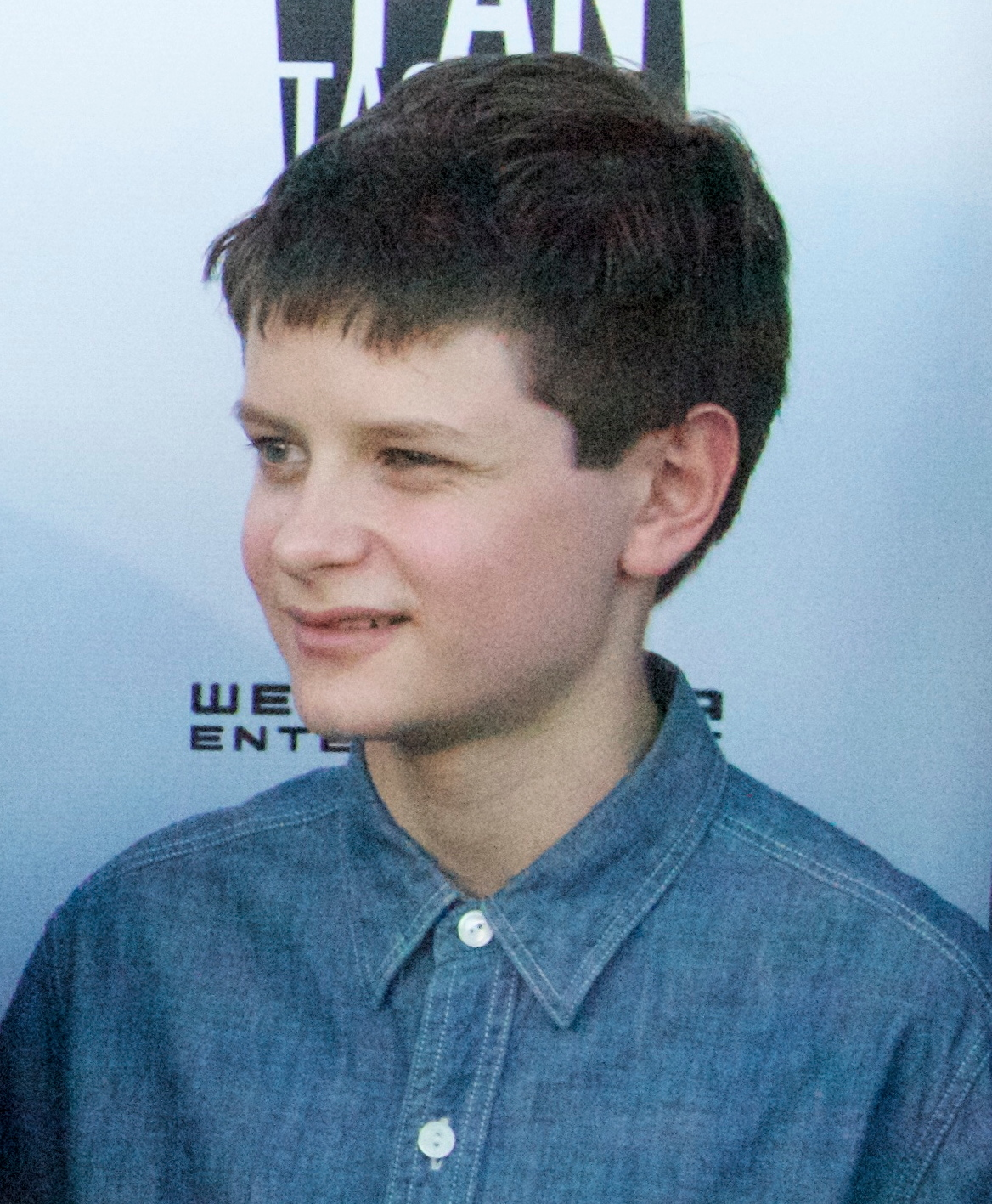
Charlie Tahan (2012)

- Wasiem Taha, bekend als Massiv, Duits rapper
- Simon Melkianus Tahamata (1956), Nederlands voetballer
- Tenny Tahamata (1963), Nederlands bassist
- Charlie Tahan (1997), Amerikaanse jeugdacteur
- Daisy Tahan (2021), Amerikaanse jeugdactrice
- Vinchenzo Tahapary (1999), Nederlands zanger
- Taharqa (+664 v.Chr.), Oud-Egyptisch farao (ca. 690-664 v.Chr.)
- Cyrille Tahay (1939-2021), Belgisch politicus
- Iset Ta-Hemdjert, bekend als Isis, Egyptisch koningin
- Fouad El Taher (1965), Egyptisch schaker
- Hawar Mulla Mohammed Taher (1982), Irakees-Koerdisch voetballer
- Naema Tahir (1970), Nederlands schrijfster
- Hind Laroussi Tahiri, bekend als Hind, (1984), Nederlands-Marokkaans zangeres
- Táhirih, pseudoniem van Fátimih Baraghání, (ca. 1815-1852), Iraans dichteres en theologe
- Tahmasp I (1514-1576), sjah van de Safawiden
- Tahmasp II, sjah van de Safawiden (1722-1732)
- Bouabdellah Tahri (1978), Frans atleet

## Tai

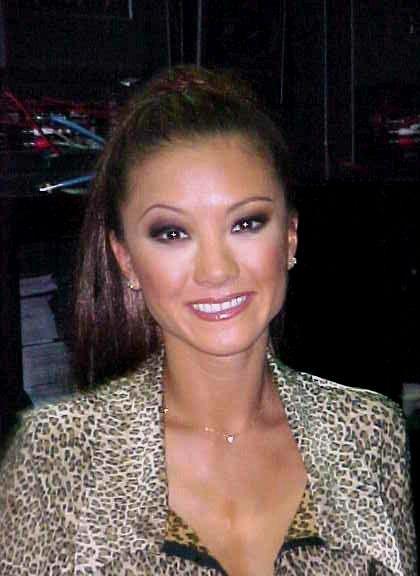
Kobe Tai

- Kobe Tai (1972), Taiwanees pornoactrice van Japanse komaf
- Abdellah Taïa (1973), Marokkaans schrijver
- Paco Ignacio Taibo I (1924-2008), Spaans-Mexicaans essayist, journalist en schrijver
- Taichang, geboren als Zhu Changluo, (1582-1620), Keizer van China (1620)
- Taiho Koki (1940-2013), Japans sumoworstelaar
- Xia Tai Kang, heerser van de Xia-dynastie
- Willem Taillefer, bekend als Willem I van Angoulême, (+962), Graaf van Angoulême (916-962)
- Max Tailleur (1909-1990), Nederlands humorist
- Stanley Tailor (1982), Nederlands voetballer
- Teemu Tainio (1979), Fins voetballer
- Charles Tainter (1854-1940), Amerikaans ingenieur en uitvinder
- Armas Taipale (1890-1976), Fins atleet
- Hibiki Taira (2000), Japans autocoureur
- Tadahiko Taira (1956), Japans motorcoureur
- Shotoku Taishi (574-622), Japans regent
- Taisho (1879-1926), keizer van Japan (1912-1926)
- David Taisniers (1610-1690), Zuid-Nederlands barokschilder
- Sarah Tait (1983), Australisch roeister
- Taye Ismaila Taiwo (1985), Nigeriaans voetballer

## Taj
- Naoto Tajima (1912-1990), Japans atleet
- Shinkichi George Tajiri (1923-2009), Amerikaans beeldhouwer, kunstschilder, fotograaf en filmmaker van Japanse komaf
- Yoshihiro Tajiri (1970), Japans worstelaar

## Tak

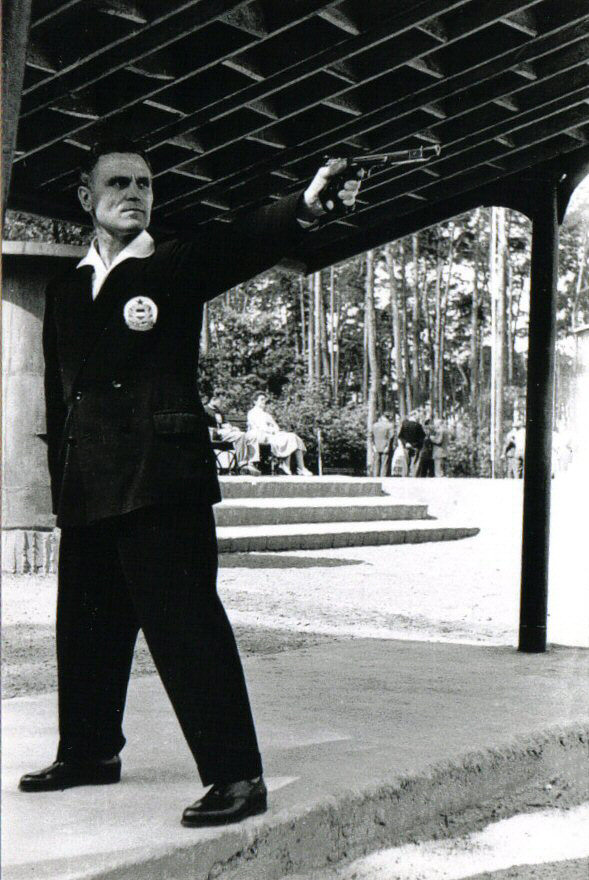
Károly Takács

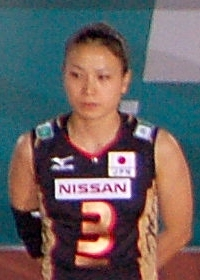
Yoshie Takeshita (2007)

- Adrianus Johannes (Ad) Tak (1953), Nederlands wielrenner
- Anton Tak (1968), Nederlands wielrenner
- Mitsunori Takaboshi (1993), Japans autocoureur
- Károly Takács (1910-1976), Hongaars olympisch schutter
- Kenzo Takada (1939-2020), Japans modeontwerper
- Yoshiaki Takagi (1992), Japans voetballer
- Noritake Takahara (1951), Japans autocoureur
- Daisuke Takahashi (1986), Japans kunstschaatser
- Hiroatsu Takahashi (1984), Japans skeletonracer
- Kazuki Takahashi (1961-2022) Japans mangaka en spelontwerper
- Kunimitsu Takahashi (1940-2022), Japans motor- en autocoureur
- Naoko Takahashi (1972), Japans atlete
- Rumiko Takahashi (1957), Japans mangaka
- Shin'ya Takahashi (1962), Japans componist
- Takumi Takahashi (1989), Japans motorcoureur
- Yuki Takahashi (1984), Japans motorcoureur
- Isao Takahata (1935-2018), Japans animator, filmregisseur, screenwriter en filmproducent
- Jasar Takak (1982), Nederlands-Aramees voetballer
- Daijiro Takakuwa (1973), Japans voetballer
- Takamatsu Kikuko (1911-2004), Japans prinses
- Sara Takanashi (1996), Japans schansspringster
- Akira Takarada (1934-2022), Japans acteur
- Tristan Takats (1995), Oostenrijks freestyleskiër
- Yokota Takatoshi (1487-1550), Japans samoerai
- Natsuki Takaya, pseudoniem van Naka Hatake, (1973), Japans mangaka
- Yuichi Takeda (1977), Japans motorcoureur
- Hiroyuki Takei (1972), Japans manga-artiest
- Takelot I (9e eeuw v.Chr.), Egyptisch farao uit de 22e Dynastie van de Egyptische oudheid
- Takelot II (9e eeuw v.Chr.), Farao van de 22e Dynastie of 23e Dynastie van Egypte
- Masao Takemoto (1919-2007), Japans gymnast
- Femme Taken (1979), Nederlands internetondernemer
- Anne Takens-Ligthart (1938-2013), Nederlands kinderboekenschrijver
- Yoshie Takeshita (1978), Japans volleybalspeelster
- Hironori Takeuchi (1964), Japans autocoureur
- Taku Takeuchi (1987), Japans schansspringer
- Tomoka Takeuchi (1983), Japans snowboardster
- Bas Takken (1999), Nederlands paralympiër
- Taner Taktak (1990), Belgisch voetballer
- Otar Taktakisjvili (1924-1989), Georgisch componist
- Johannes Pieter Roetert Tak van Poortvliet (1839-1904), Nederlands politicus

## Tal

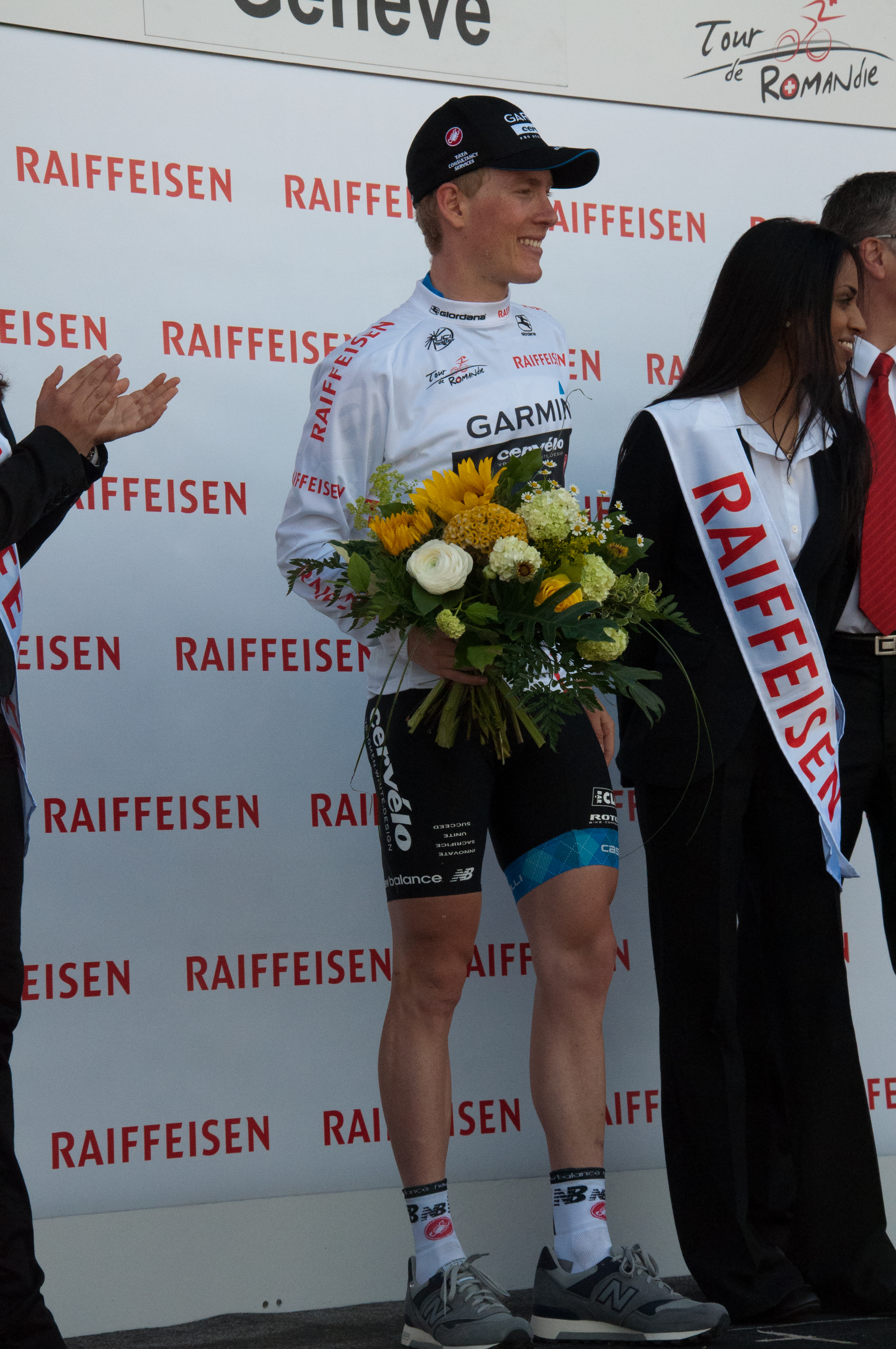
Andrew Talansky

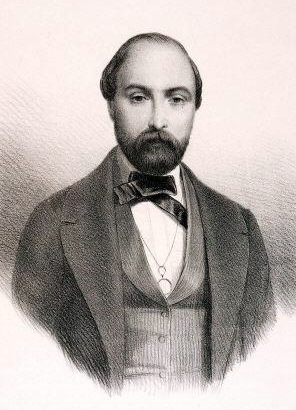
Adrien Talexy (1850)

- Josef Tal, pseudoniem van Josef Grünthal, (1910-2008), Israëlisch componist, dirigent, muziekpedagoog, musicoloog, pianist en harpist
- Mikhail Tal (1936-1992), Lets schaker
- Yannick Talabardon (1981), Frans wielrenner
- Toke Talagi, premier van Niue
- Talal van Jordanië, geboren als Talal bin Abdoellah, (1909-1972), Koning van Jordanië (1951-1952)
- Festus Talam (1994), Keniaans atleet
- Jeffrey Dennis Talan (1971), Nederlands voetballer en jeugdtrainer
- Ricky Talan (1960-2015), Nederlands voetballer
- Andrew Talansky (1988), Amerikaans wielrenner
- Viorel Talapan (1972), Roemeens roeier
- Alfredo Talavera, Mexicaans voetballer
- Francisco Ibáñez Talavera (1936), Spaans schrijver
- Charly Talbot (1937-2003), Belgisch syndicalist en politicus
- Connie Talbot (2000), Brits zangeres
- Daniel Talbot (1991), Brits atleet
- Jean-Pierre Talbot (1943), Belgisch leraar en acteur
- John Talbot (1384/87-1453), Brits edelman, eerste graaf van Shrewsbury
- John Michael Talbot (1954), Amerikaans rooms-katholieke monnik, zanger, liedjesschrijver en gitaarspeler
- Leslie Talbot (1910-1983), Brits voetballer en voetbalcoach
- Mick Talbot (1958), Brits toetsenist, songschrijver, componist en producent
- William Henry Fox Talbot (1800-1877), Brits fotograaf
- Enas Taleb (1980), Iraaks actrice en presentatrice
- Adrien Talexy (1820-1881), Frans componist, muziekpedagoog en, pianist
- Fauzaya Talhaoui (1969), Belgisch politica
- Kamel Talhaoui (1971), Algerijns atleet
- Lorine Zineb Nora Talhaoui (1983), Zweeds zangeres, bekend onder de naam Loreen
- Jenna Talia, pseudoniem van Alana Evans, (1976), Amerikaans pornoactrice
- Charles Alfred (Al) Taliaferro (1905-1969), Amerikaans striptekenaar
- Abu Talib, pseudoniem van Fred Leroy Robinson, (1939-2009), Amerikaans blues- en jazzgitarist, zanger en harmonicaspeler
- Talika (988-1069), Indiaas boeddhistisch yogi
- Stephen Victor Tallarico, bekend als Steven Tyler, (1948), Amerikaans zanger
- Anthony Le Tallec (1984), Frans voetballer
- Damien Le Tallec (1990), Frans voetballer
- Jared Tallent (1984), Australisch snelwandelaar
- The Tallest Man on Earth, pseudoniem van Kristian Matsson, (1983), Zweeds singer-songwriter
- Thomas Tallis (~1505-1585), Brits componist
- Piet Tallo (1942-2009), Indonesisch politicus
- Sape Talma (1847-1918), Nederlands arts en hoogleraar
- Norma Talmadge (1894-1957), Amerikaans actrice
- Shel Talmy (1937-2024), Amerikaans muziekproducent, songwriter en arrangeur
- Marie-Josée Ta Lou (1988), Ivoriaans atlete
- Aimé Talpe (1880-1964), Belgisch ondernemer
- Louis Talpe (1981), Vlaams acteur

## Tam

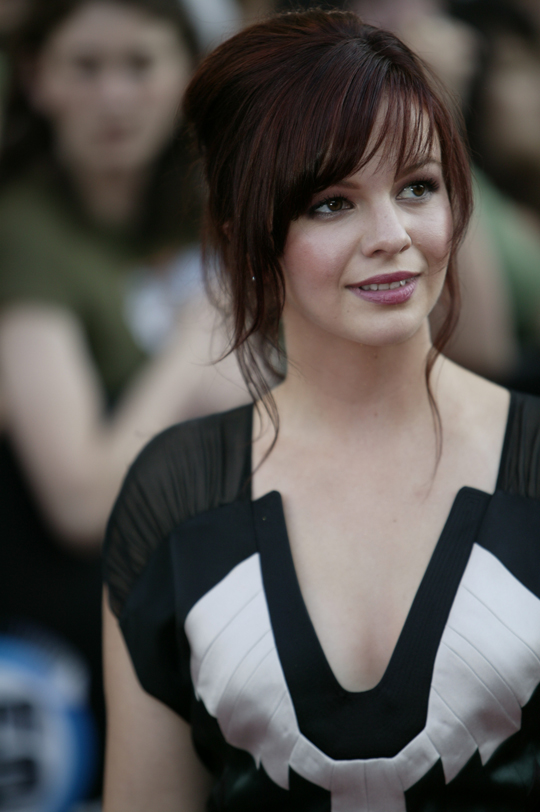
Amber Tamblyn

- Alan Tam Wing-Lun (1950), Hongkongs Cantopopzanger
- Ebbie Tam (1997), Chinees-Nederlands actrice
- Makoto Tamada (1976), Japans motorcoureur
- Isaac Julius Tamaëla (1914-1978), Zuid-Moluks militair en leider
- Kalsang Jampa Tamang, Nepalees acteur van Tibetaanse komaf
- Gabriel Sebastian Tamaș (1983), Roemeens voetballer
- Abel Tamata (1990), Nederlands voetballer
- Mabel Gay Tamayo (1983), Cubaans atlete
- Orlando Zapata Tamayo (1967-2010), Cubaans dissident
- Adrien Tambay (1991), Frans autocoureur
- Patrick Tambay (1949-2022), Frans autocoureur
- Eino Tamberg (1930-2010), Ests componist
- Gianmarco Tamberi (1992), Italiaans atleet
- Amber Tamblyn (1983), Amerikaans actrice
- Adelaide Frances Tambo (1929-2007), Zuid-Afrikaans politica en anti-apartheidsactiviste
- Oliver Tambo (1917-1993), Zuid-Afrikaans politicus en anti-apartheidsactivist
- Wigle Tamboer (1955), Nederlands predikant
- Jeffrey Michael Tambor (1944), Amerikaans acteur
- Roberto Tamburini (1991), Italiaans motorcoureur
- Gertjan Tamerus (1980), Nederlands voetballer
- Teddy Tamgho (1989), Frans atleet
- Abd al-Galil al-Tamimi (1938), Tunesisch geschiedkundige
- Renske Taminiau (1979), Nederlands zangeres
- Igor Tamm (1895-1971), Sovjet-Russisch natuurkundige en Nobelprijswinnaar
- Walter Tamm (1886-1957), Belgisch arts en Vlaams activist
- Tamma (ca. 908-938), zoon van Hendrik de Vogelaar
- Petrus Fokkes Tammens (1898-1986), Nederlands burgemeester en collaborateur
- Aleksander Tammert (1973), Estisch atleet
- Bastiaan Tamminga (1981), Nederlands zwemmer
- Christian Tamminga (1974), Nederlands atleet
- Douwe Annes Tamminga (1909-2002), Nederlands-Fries dichter, schrijver en vertaler
- Elly Tamminga (1896-1983), Nederlands kunstschilder en ondernemer
- Anton Hansen Tammsaare (1878-1940), Estisch schrijver
- Isabelo Tampinco (1850-1933), Filipijns beeldhouwer
- Andrew Tampion (1984), Australisch golfer
- Coen Tamse (1937-2021), Nederlands historicus
- Nicholas Tamsin (1989), Belgisch voetballer
- Raúl Tamudo Montero (1977), Spaans voetballer
- Toto Adaruns Tamuz Temile (1988), Nigeriaans voetballer

## Tan

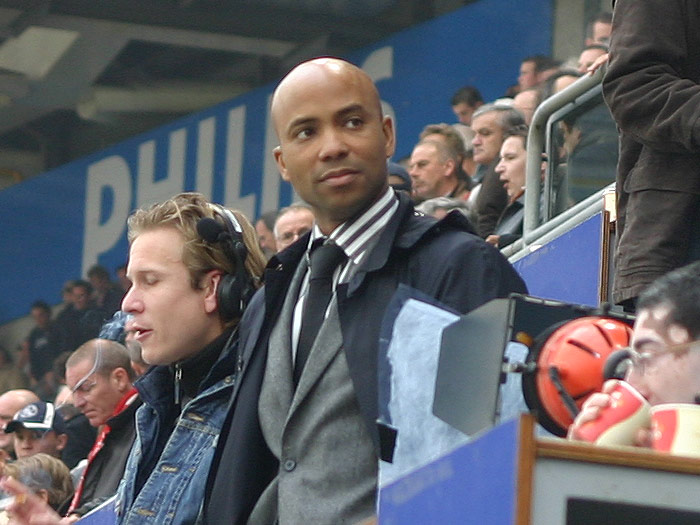
Humberto Tan

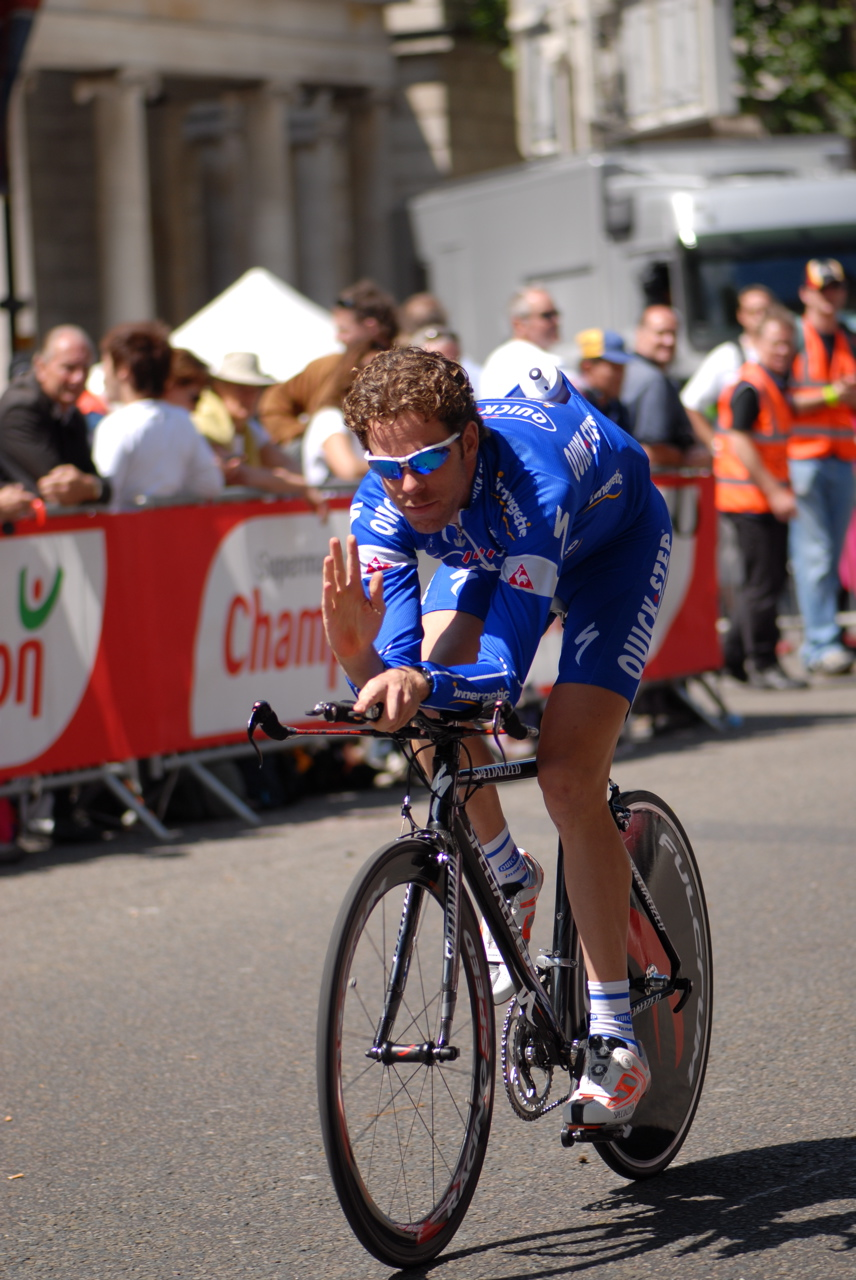
Bram Tankink

- Bianca Tan (1968), Nederlands televisiepresentatrice
- Duy Tan (1900-1945), Keizer van Vietnam (1907-1916)
- Elaine Tan (1979), Brits actrice
- Fiona Tan (1966), Nederlands beeldend kunstenaar
- Humberto Tan, geboren als Humberto Tan-A-Kiam, (1965), Nederlands radio- en televisiepresentator, schrijver, diskjockey en kledingontwerper
- Ing Yoe Tan (1948), Nederlands politicus
- Lianne Tan (1990), Belgisch badmintonster
- Tan Miao (1987), Chinees zwemster
- Tony Tan Keng Yam (1940), Singaporees politicus, bankier en wiskundige
- Weiron Tan (1994), Maleisisch autocoureur
- Yuhan Tan (1987), Belgisch badmintonner
- Tomoji Tanabe (1895-2007), Japans oudste levende man ter wereld (2004-2007)
- Kane Tanaka (1903-2022), Japans supereeuwelinge
- Keiji Tanaka (1994), Japans kunstschaatser
- Kōtarō Tanaka (1890-1974), Japans rechtsgeleerde, politicus en rechter
- Marcus Túlio Lyuji Murzani Tanaka, bekend als Tulio, (1981), Japans voetballer
- Tatsuya Tanaka (1982), Japans voetballer
- Tetsuya Tanaka (1971), Japans voetballer
- Yoshifumi Tanaka (1968), Japans componist
- Tanaquil, Etruskisch koningin-gemaal van het Romeinse Rijk
- Anca Tănase (1968), Roemeens roeister
- Tanchelm (+1115), Nederlands ketter en sekteleider
- César Azpilicueta Tanco (1989), Spaans voetballer
- Liam John Tancock (1985), Brits zwemmer
- Tom Tancredo (1945), Amerikaans politicus
- Daniel-André Tande (1994), Noors schansspringer
- Simin Tander (1980), Duits zangeres
- Ali Tandoğan (1977), Turks voetballer
- Ingrid Landmark Tandrevold (1996), Noors biatlete
- Francine De Tandt, Belgisch rechter en rechtbankvoorzitster
- Jessica Tandy (1909-1994), Brits-Amerikaans actrice
- Richard Tandy (1948-2024), Brits keyboardspeler
- Norma Tanega (1939-2019), Amerikaans singer-songwriter
- Tan Eng Yoon (1928-2010), Singaporees atleet
- George Tanev (1983), Bulgaars autocoureur
- Tang Chi Lun (1975), Hongkongs autocoureur
- Tang Muhan (2003), Chinees zwemster
- Tang Yi (1993), Chinees zwemster
- Aage Tanggaard (1957), Deens jazz-drummer en platenproducer
- Dirk Tanghe (1956), Vlaams toneelregisseur
- Fredy Tanghe (1953), Belgisch politicus en burgemeester
- Jenny Tanghe (1926-2009), Vlaams actrice
- Karin Tanghe (1957), Vlaams actrice
- Martine Tanghe (1955-2023), Vlaams nieuwslezeres
- Stefaan Tanghe (1972), Belgisch voetballer
- Wietse Tanghe (1990), Vlaams acteur
- Yves Tanguy (1900-1955), Frans kunstschilder
- Meinte Piet (Pier) Tania (1925-1995), Nederlands presentator
- Hiromi Taniguchi (1960), Japans atleet
- Nobuteru Taniguchi (1971), Japans autocoureur
- Yukinori Taniguchi (1968), Japans autocoureur
- Yutaka Taniyama (1927-1958), Japans wiskundige
- Pieter Tanjé (1706-1761), Nederlands graveur, etser, tekenaar en kopiist.
- Ibrahim Tankary (1972), Nigerees voetballer
- Bram Tankink (1978), Nederlands wielrenner
- Wenling Tan-Monfardini (1972), Italiaans tafeltennisspeelster van Chinese komaf
- Max-Gérard Houry Tannenbaum, bekend als Gérard Oury, (1919-2006), Frans filmregisseur, scenarioschrijver en filmacteur
- Alain Tanner (1929-2022), Zwitsers filmregisseur
- Beatrice Stella Tanner, bekend als Mrs. Patrick Campbell, (1865-1940), Brits toneelspeelster
- David Tanner (1984), Australisch wielrenner
- Paul Tanner (1917-2013), Amerikaans componist, trombonist en muziekpedagoog
- Giulia Tanno (1998), Zwitsers freestyleskiester
- Claude Cohen-Tannoudji (1933), Frans-Algerijns natuurkundige en Nobelprijswinnaar
- Ali Tanrıyar (1914-2017), Turks politicus
- Fons Tans (1948-2022), Nederlands politicus
- Arthur Tansley (1871-1955), Brits botanicus
- Charissa Tansomboon (1989), Thais-Amerikaans kunstschaatsster
- Tantamani, Egyptisch farao (ca. 664-655 v.Chr.)
- Mohammed Sayyed Tantawi (1928-2010), Egyptisch moslimgeestelijke
- Mohammed Hoessein Tantawi Soliman (1935-2021), Egyptisch veldmaarschalk
- Tante Kaat, pseudoniem van Elma Dalhuijsen-Nuis, Nederlands schrijver en mediafiguur
- Tante Leen, pseudoniem van Helena Kok-Polder, (1912-1992), Nederlands volkszangeres
- Bienvenido Tantoco sr. (1921-2021), Filipijns ondernemer en ambassadeur
- Moses Tanui (1965), Keniaans atleet
- Paul Tanui (1990), Keniaans atleet
- Malietoa Tanumafili II (1913-2007), Samoaans staatshoofd

## Tao

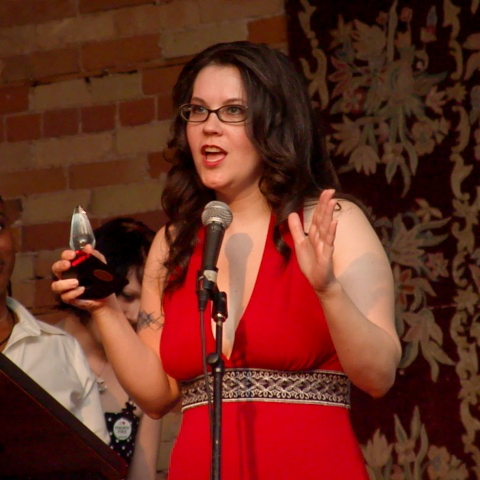
Tristan Taormino

- David III van Tao (ca. 930-ca. 1000), Georgisch prins
- Michael Tao Dai-Yu (1963), Hongkongs televisieacteur
- Tristan Taormino (1971), Amerikaans feministe
- Nordine Taouil (1974), Belgisch imam

## Tap

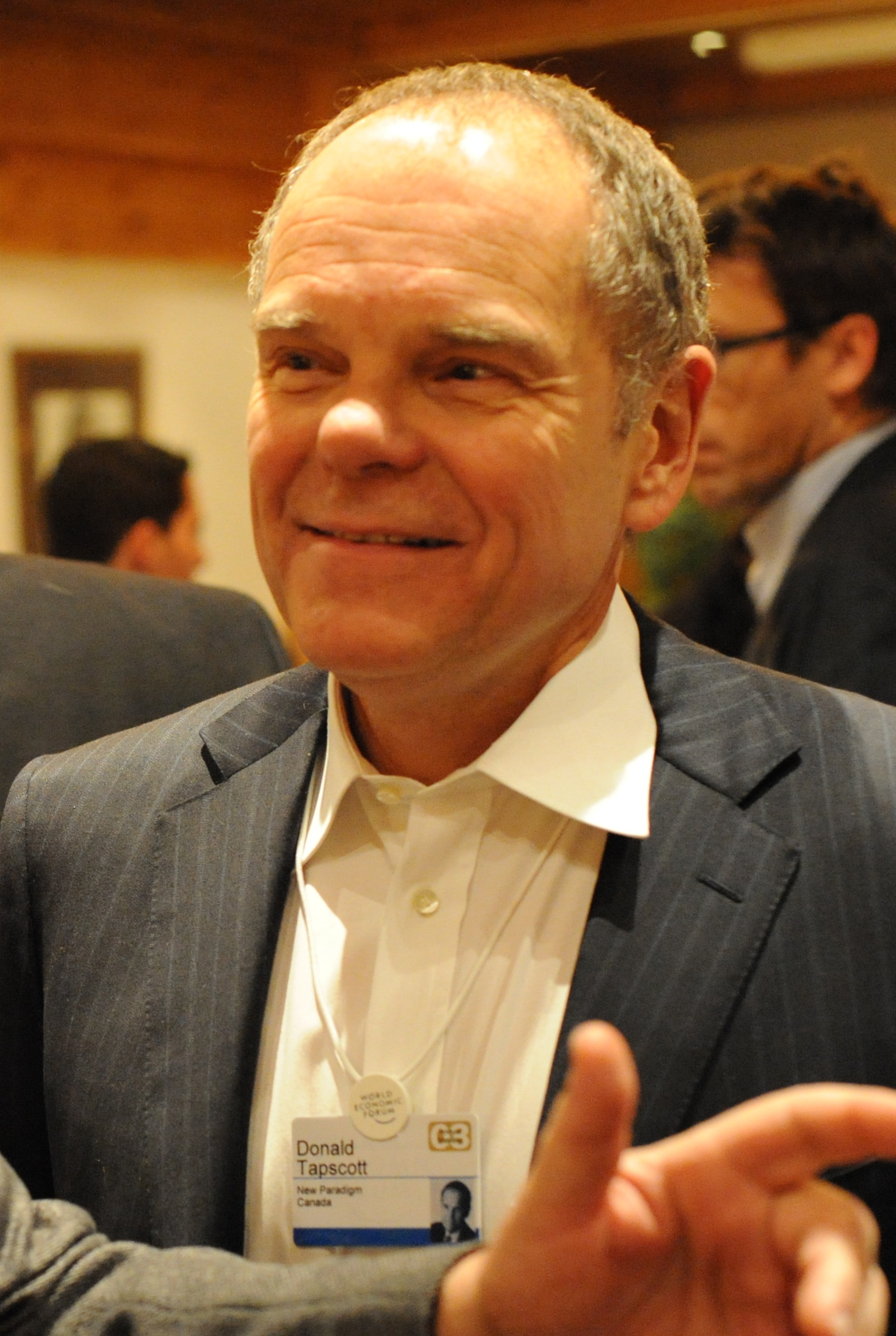
Don Tapscott (2008)

- Alejandro Patricio (Alex) Martínez Tapia (1959), Chileens voetballer
- Guillermo Saavedra Tapia (1903-1957), Chileens voetballer
- Héctor Santiago Tapia Urdile (1977), Chileens voetballer
- Yoel Tapia (1984), Dominicaans atleet
- Bernard Tapie, (1943-2021), Frans zakenman en politicus
- Bralon Taplin (1992), Grenadiaans atleet
- Tuukka Taponen (2006), Fins autocoureur
- Adhe Tapontsang (1932-2020), Tibetaans politiek gevangene
- Zoe Tapper (1981), Engels actrice
- Horst Tappert (1923-2008), Duits acteur
- Amanda Tapping (1965), Canadees actrice
- Duncan Tappy (1984), Brits autocoureur
- Don Tapscott (1947), Canadees ondernemer, auteur, adviseur en spreker

## Tar

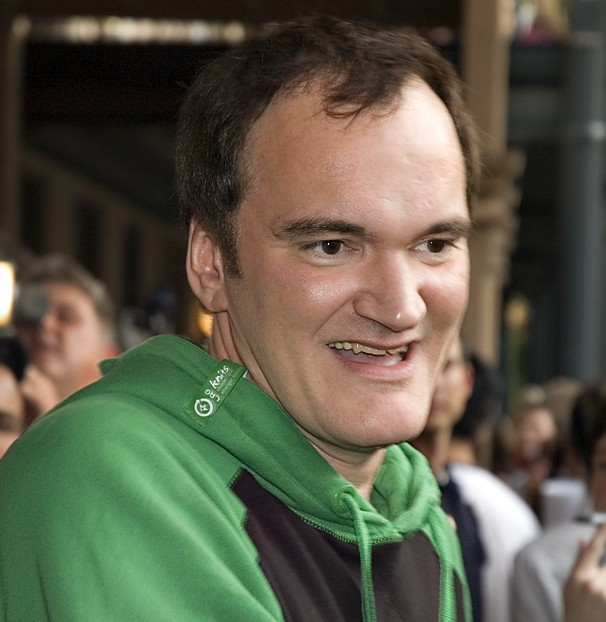
Quentin Tarantino (2007)

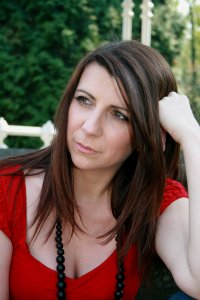
Muriel Targnion

- Marc Tarabella (1963), Belgisch politicus
- Nur Muhammad Taraki (1917-1979), president van Afghanistan
- Luigi Taramazzo (1932-2004), Italiaans autocoureur
- Andres Tarand (1940), Estisch politicus
- Ivan Taranov (1994), Russisch autocoureur
- Anastasia Taranova-Potapova (1985), Russisch atlete
- Pierre de Tarantaise, bekend als Paus Innocentius V, (ca. 1225-1276), paus (1276)
- Quentin Tarantino (1963), Amerikaans filmregisseur, scenarioschrijver en acteur
- Grigori Tarasevitsj (1995), Russisch zwemmer
- Tarasicodissa, bekend als Zeno van Byzantium, (+491), keizer van het Oost-Romeinse rijk (474-491)
- Ryszard Jerzy Tarasiewicz (1962), Pools voetballer en voetbalcoach
- Borys Tarasjoek (1949), Oekraïens politicus
- Jevgenia Tarasova (1994), Russisch kunstschaatsster
- Jérémy Taravel (1987), Frans voetballer
- Salah Tarazi (1917-1980), Syrisch diplomaat en rechter
- Barbara Tarbuck (1942), Amerikaans actrice
- Diego Tardelli Martins (1985), Braziliaans voetballer
- Yeshe Tardo (1756-1830), Tibetaans geestelijke
- Davide Tardozzi (1959), Italiaans motorcoureur
- Philolaos van Tarente (5e eeuw v.Chr.), Grieks arts en filosoof
- Matt Targett (1985), Australisch zwemmer
- Muriel Targnion (1971), Waals-Belgisch politica
- Amin Tarif (1898-1993), Druzenleider in Israël
- Thomas Christiansen Tarin (1973), Spaans-Deens voetballer
- Yaqub ibn Tariq (+ca. 796), Perzisch astronoom en wiskundige
- Jean Taris (1909-1977), Frans zwemmer
- Toon W. Taris (1962), Nederlands politicoloog, arbeids- en organisatiepsycholoog en hoogleraar
- Ionela Târlea-Manolache (1976), Roemeens atlete
- Jüri Tarmak (1946-2022), Estisch atleet
- Jeneba Tarmoh (1989), Amerikaans atlete
- Nerses Tarmouni, geboren als Boutros Taza, (1940), geestelijke van de Armeens-Katholieke Kerk (1965-1990)
- Zjanna Tarnopolskaja (1972), Oekraïens atlete
- Akebono Taro (1969), Amerikaans sumo-worstelaar, sumo-trainer en K1-vechter
- Brenda Mae Tarpley, bekend als Brenda Lee, (1944), Amerikaans zangeres
- Lindsay Ann Tarpley Snow (1983), Amerikaans voetbalster
- Carlos Torrent Tarres (1974), Spaans wielrenner
- Jean Tarride (1901-1980), Frans regisseur en acteur
- Tarsis, zoon van Javan en kleinzoon van Jafet (Hebreeuwse Bijbel)
- Pelagia van Tarsus (+287), Anatolisch martelares en heilige
- Zeno van Tarsus, Oud-Grieks Stoïcijns filosoof
- Niccolò Tartaglia, (1499/1500-1557), Italiaans wiskundige
- Sawielly Tartakower (1887-1956), Russisch schaker
- Arganthonios van Tartessos (7e eeuw v.Chr.), koning van Tartessos
- Giuseppe Tartini (1692-1770), Italiaans componist, muziekpedagoog en violist
- Donna Tartt (1963), Amerikaans schrijfster
- Ibrahim ibn Yaqub al-Tartushi (10e eeuw), Spaans sefardisch joods slavenhandelaar en ontdekkingsreiziger
- Walterus Taruanensis (ca. 1085-1132), Vlaams hagiograaf en monnik
- Luis Taruc (1913-2005), Filipijns communist en leider
- Piero Taruffi (1906-1988), Italiaans autocoureur
- Obidiah Tarumbwa (1985), Zimbabwaans voetballer
- Niklas Henrikki Tarvajärvi (1983), Fins voetballer
- Katelyn Marie Tarver (1989), Amerikaans zangeres, songwriter, actrice en model
- Michael Tarver, pseudoniem van Tyrone Evans, (1977), Amerikaans worstelaar
- Davis Tarwater (1984), Amerikaans zwemmer

## Tas

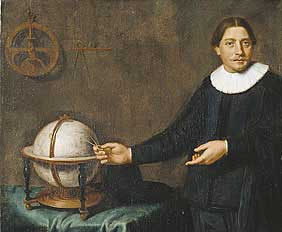
Abel Tasman

- Salomon (Sal) Tas (1905-1976), Nederlands journalist en politicus
- Serdar Taşçı (1987), Duits voetballer van Turkse komaf
- Tasha's World, pseudoniem van Natascha Slagtand, (1974), Nederlands zangeres
- Yusuf ibn Tashfin (1009-1106), Emir van de Almoraviden-dynastie (1087-1106)
- Goeroe Tashi (13e eeuw), Prins uit het huis van Minyak
- Yasutaka Tashiro (1974), Japans wielrenner
- Abel Tasman (1603-1659), Nederlands ontdekkingsreiziger
- Jean-Pierre-Antoine Tassaert (1727-1788), Vlaams beeldhouwer
- Attila Tassi (1999), Hongaars autocoureur
- André Tassin (1902-1987), Frans voetballer
- Juan Bautista de Tassis, Spaans voor Johan Baptiste van Taxis, (1546-1588), Spaans kapitein-generaal
- Mauro Tassotti (1960), Italiaans voetballer en voetbaltrainer
- Jelle Tassyns (1979), Belgisch componist, fluitist en pianist
- Guido Tastenhoye (1959-2007), Vlaams journalist en politicus

## Tat
- Joe E. Tata (1936), Amerikaans acteur
- Ratan Naval Tata (1937-2024), Indiaas ondernemer
- Francisco Tatad (1939), Filipijns politicus
- Anastasia Tatalina (2000), Russisch freestyleskiester
- DJ Tatanka, geboren als Valerio Mascellino, Italiaans hardstyle diskjockey en muziekproducer
- Jeffrey Tate (1943-2017), Engels dirigent
- Sharon Tate (1943-1969), Amerikaans actrice
- Tomohiro Tatebe (1957), Japans componist, dirigent en muziekpedagoog
- Ryo Tateishi (1989), Japans zwemmer
- Jacques Tati (1908-1982), Frans filmmaker
- Maja Tatić (1970), Servisch zangeres
- Achilles Tatius (3e eeuw), Grieks-Alexandrijns schrijver
- Tatjana Nikolajevna van Rusland (1897-1918), dochter van tsaar Nicolaas II van Rusland
- Jesús Rodríguez Tato (1983), Spaans voetballer
- Channing Matthew Tatum (1980), Amerikaans acteur

## Tau
- Henry Taube (1915-2005), Amerikaans scheikundige en Nobelprijswinnaar
- Evan David Taubenfeld (1983), Amerikaans zanger en gitarist
- Richard Tauber (1891-1948), Oostenrijks zanger
- Tatiana Tauer (1945-1994), Russisch harpiste
- Taufa'ahau Tupou IV (1918-2006), Tongaans koning (1965-2006)
- Håvard Solås Taugbøl (1993), Noors langlaufer
- Ngà Táuk-sing (1903-1972), Chinees prediker
- Gaston Taument (1970), Nederlands voetballer
- Bernie Taupin (1950), Engels-Amerikaanse tekstdichter
- Josef Taus (1933-2024), Oostenrijks politicus
- Audrey Tautou (1976), Frans actrice

## Tav
- Frank Tavakoli, bekend als Rotator, Amerikaans muzikant
- Salvatore Tavano (1980), Italiaans autocoureur
- Adryan Oliveira Tavares (1994), Braziliaans voetballer
- Hélder Magno Proença Mendes Tavares (1956-2009), Guinee-Bissaus dichter en politicus
- Mickaël Zidro Tavares (1982), Kaapverdisch-Senegalees voetballer
- Sara Tavares (1978-2023), Portugees-Kaapverdiaans zangeres
- Ivan Tavčar (1851-1923), Sloveens schrijver en politicus
- Xavier Taveirne (1981), Vlaams radiopresentator
- John Tavener (1944-2013), Brits componist
- Sharon Tavengwa (1983), Zimbabwaans atlete
- Omer Taverne (1904-1981), Belgisch wielrenner
- John Taverner (1490-1545), Brits componist
- Annabel Tavernier (1989), Belgisch politica
- Bertrand Tavernier (1941), Frans filmregisseur, scenarist, filmproducent en schrijver
- Ianthe Tavernier (1988), Belgisch zangeres, stemactrice en (musical)actrice
- Jakob de Tavernier (?-1454), Zuid-Nederlands miniaturist
- James Tavernier (1991), Engels voetballer
- Jan Tavernier (?-na 1460), Zuid-Nederlands miniaturist
- Jean-Baptiste Tavernier (1605-1689), Frans ontdekkingsreiziger en juwelier
- Jef Tavernier (1951), Belgisch politicus
- Joseph Tavernier (?-1859), Frans kunstschilder
- Lieven Tavernier (1947), Belgisch zanger, singer-songwriter en schrijver
- Lucas Tavernier (1971), Belgisch acteur
- Marcus Tavernier (1999), Engels voetballer
- René Tavernier (1914-1992), Belgisch geoloog en hoogleraar
- Paolo Taviani (1931-2024), Italiaans filmregisseur
- Vittorio Taviani (1929-2018), Italiaans filmregisseur
- Tavibo (19e eeuw), Indiaans mysticus
- Efstathios Tavlaridis (1980), Grieks voetballer

## Taw
- Sunao Tawara (1873-1952), Japans patholoog
- Adel Tawil (1978), Duits zanger
- Tawosret (12e eeuw v.Chr.), Egyptisch farao

## Tax

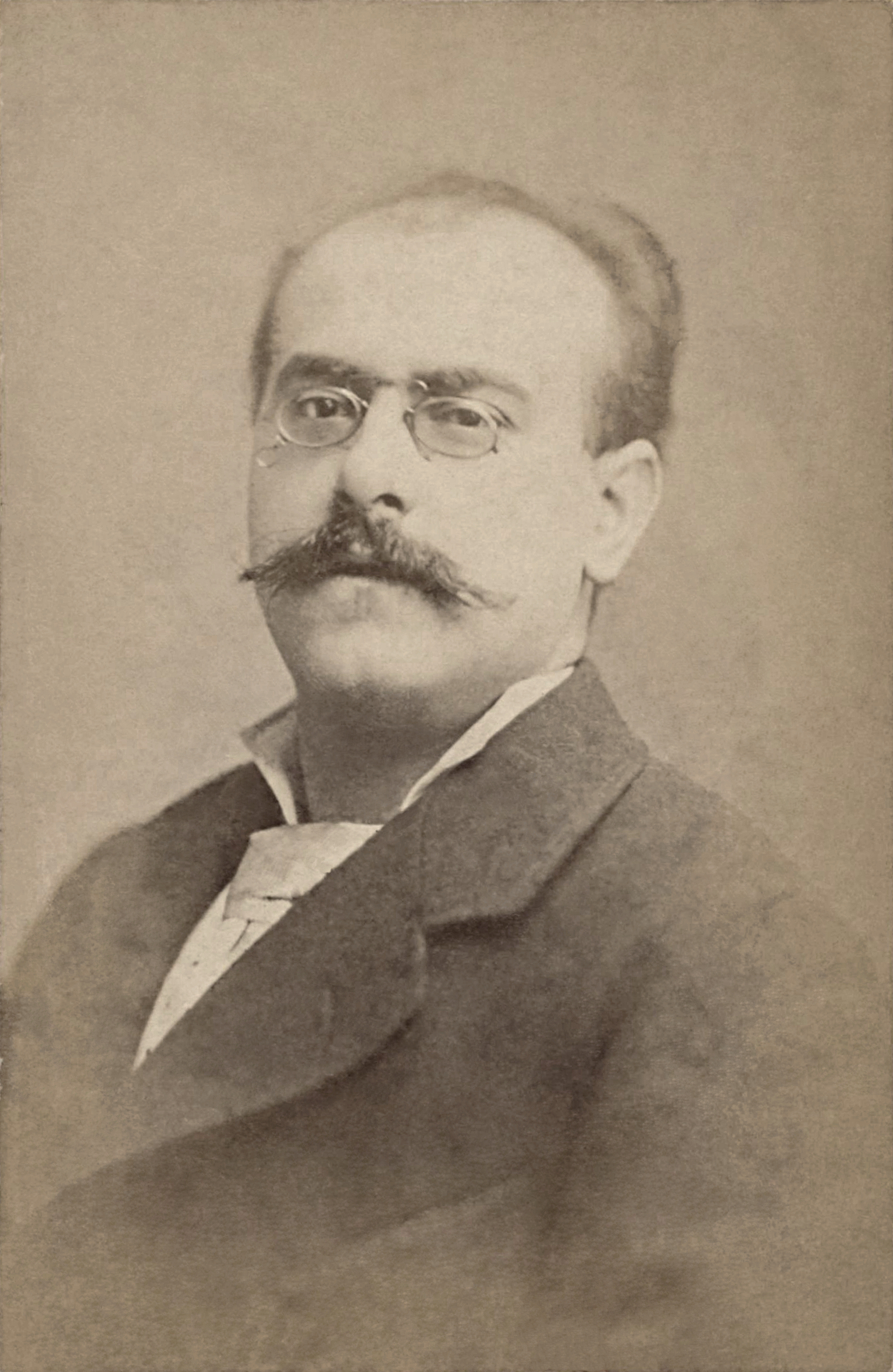
Léo Taxil

- Sol Tax (1907-1995), Amerikaans antropoloog
- Wladimir (Wally) Tax (1948-2005), Nederlands zanger en componist
- Léo Taxil, pseudoniem van Marie Joseph Gabriel Antoine Jogand-Pagès, (1854-1907), Frans schrijver en journalist
- Albert I Maria Joseph Maximilian Lamoral von Thurn und Taxis (1867-1953), prins von Thurn und Taxis
- Elisabeth Helene von Thurn und Taxis (1903-1976), prinses von Thurn und Taxis
- Elisabeth Marie von Thurn und Taxis (1860-1881), prinses van Thurn und Taxis
- Franz Joseph Maximilian Maria Antonius Ignatius Lamoral von Thurn und Taxis (1893-1971), lid van het Huis Thurn und Taxis
- Johan Baptiste van Taxis (1546-1588), Spaans kapitein-generaal
- Johannes Baptista de Jesus Maria Louis Miguel Friedrich Bonifazius Lamoral von Thurn und Taxis (1926-1990), Prins von Thurn und Taxis en ondernemer
- Karel Alexander von Thurn und Taxis (1779-1827), vorst van Thurn und Taxis, commissaris in de Rijksdag en postmeester van de keizerlijke Rijkspost
- Karl August Joseph Maria Maximilian Lamoral Antonius Ignatius Benediktus von Thurn und Taxis (1898-1982), prins van Thurn und Taxis
- Lodewijk Filips Maria Frederik Josef Maximiliaan Antonius Ignatius Lamoral von Thurn und Taxis (1901-1933), prins van Thurn und Taxis
- Maria Augusta Anna von Thurn und Taxis (1706-1756), prinses van Thurn und Taxis
- Max Emanuel Maria Siegfried Joseph Antonius Ignatius Lamoral von Thurn und Taxis, bekend als Pater Emmeram, (1902-1994), Duits prins uit het huis Thurn und Taxis en priester
- Maximiliaan Maria Karel Jozef Gabriël Lamoraal von Thurn und Taxis (1862-1885), Vorst van Thurn und Taxis
- Maximilian Anton Lamoral von Thurn und Taxis (1831-1867), Erfprins en erfopvolger van het huis Thurn und Taxis
- Maximilian Karl von Thurn und Taxis (1802-1871), Vorst van Thurn und Taxis en Generaloberstpostmeister

## Tay

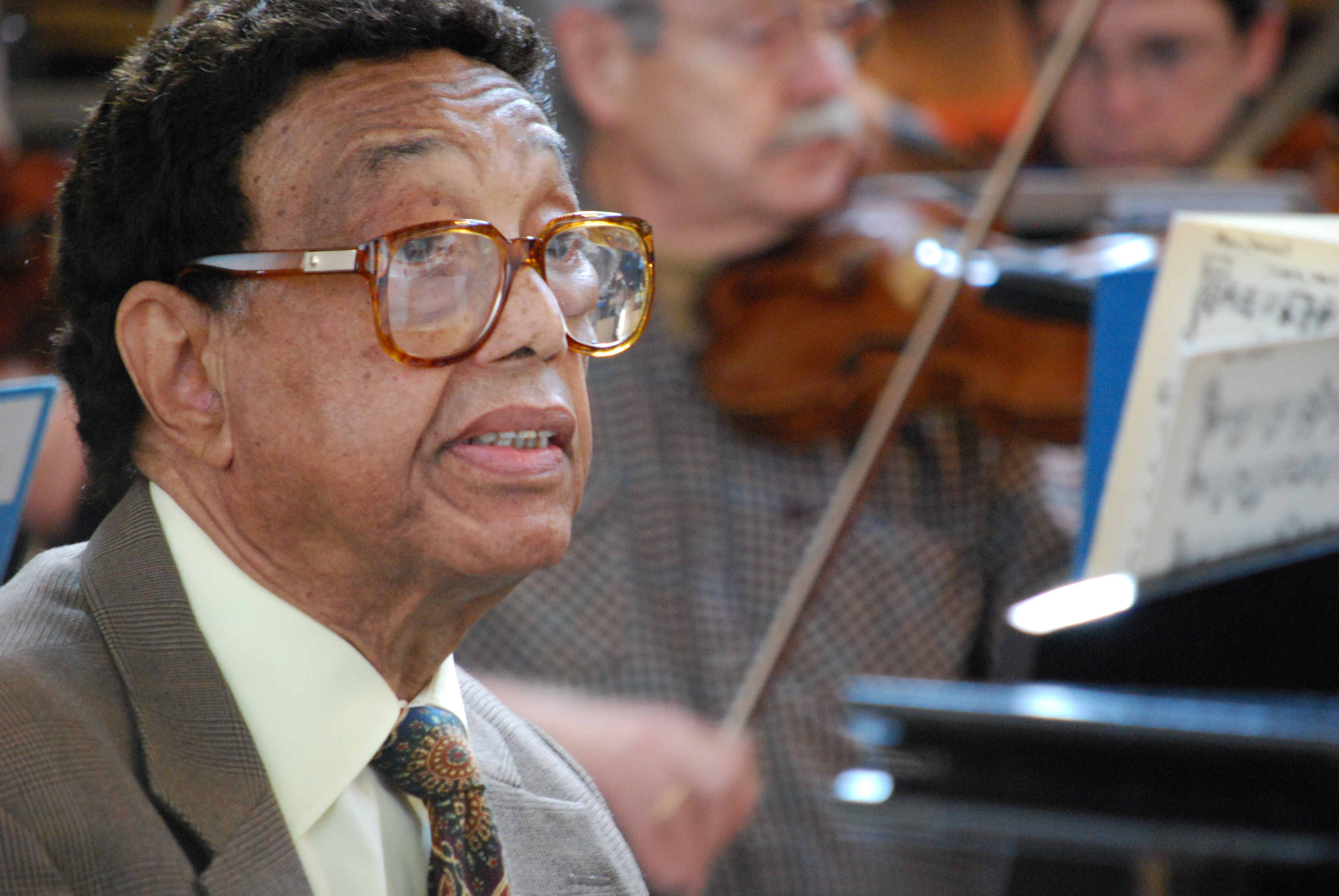
Billy Taylor (2009)

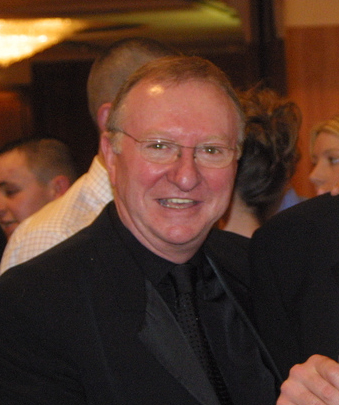
Dennis Taylor (snookerspeler)

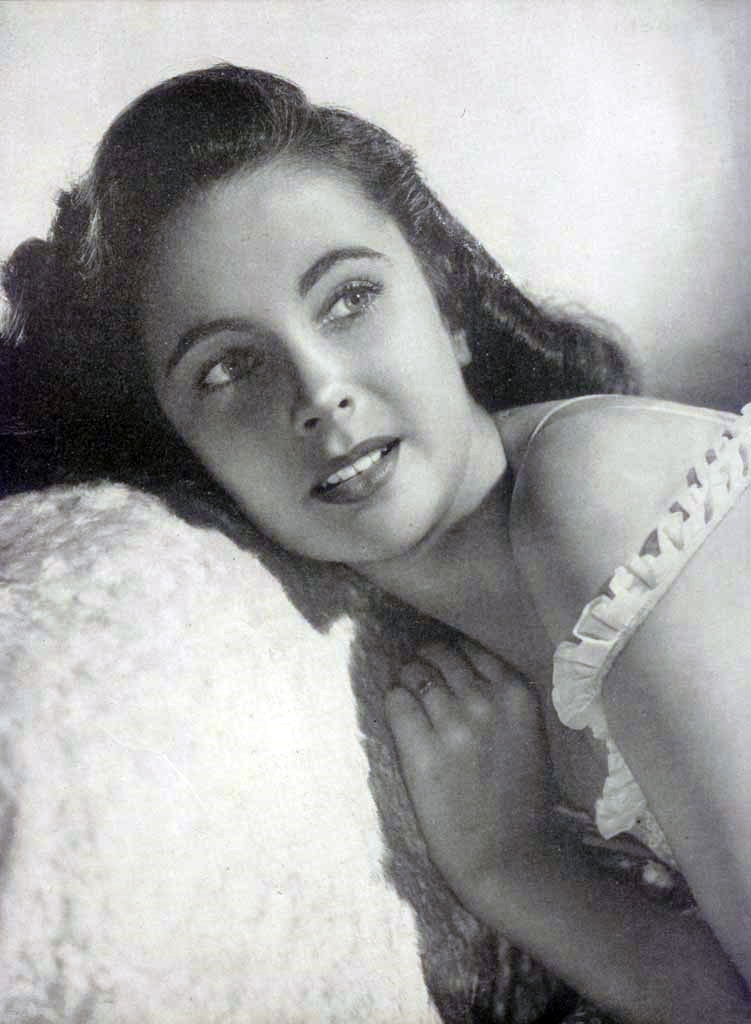
Elizabeth Taylor

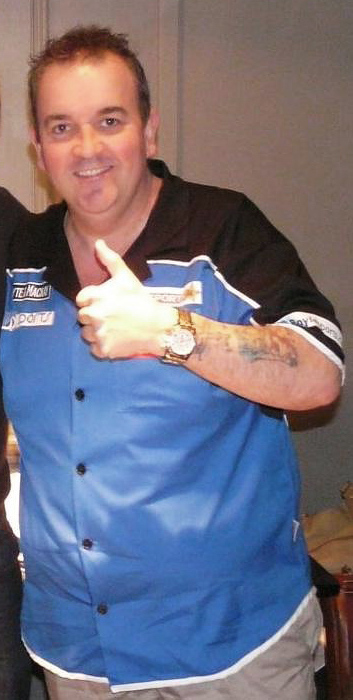
Phil Taylor

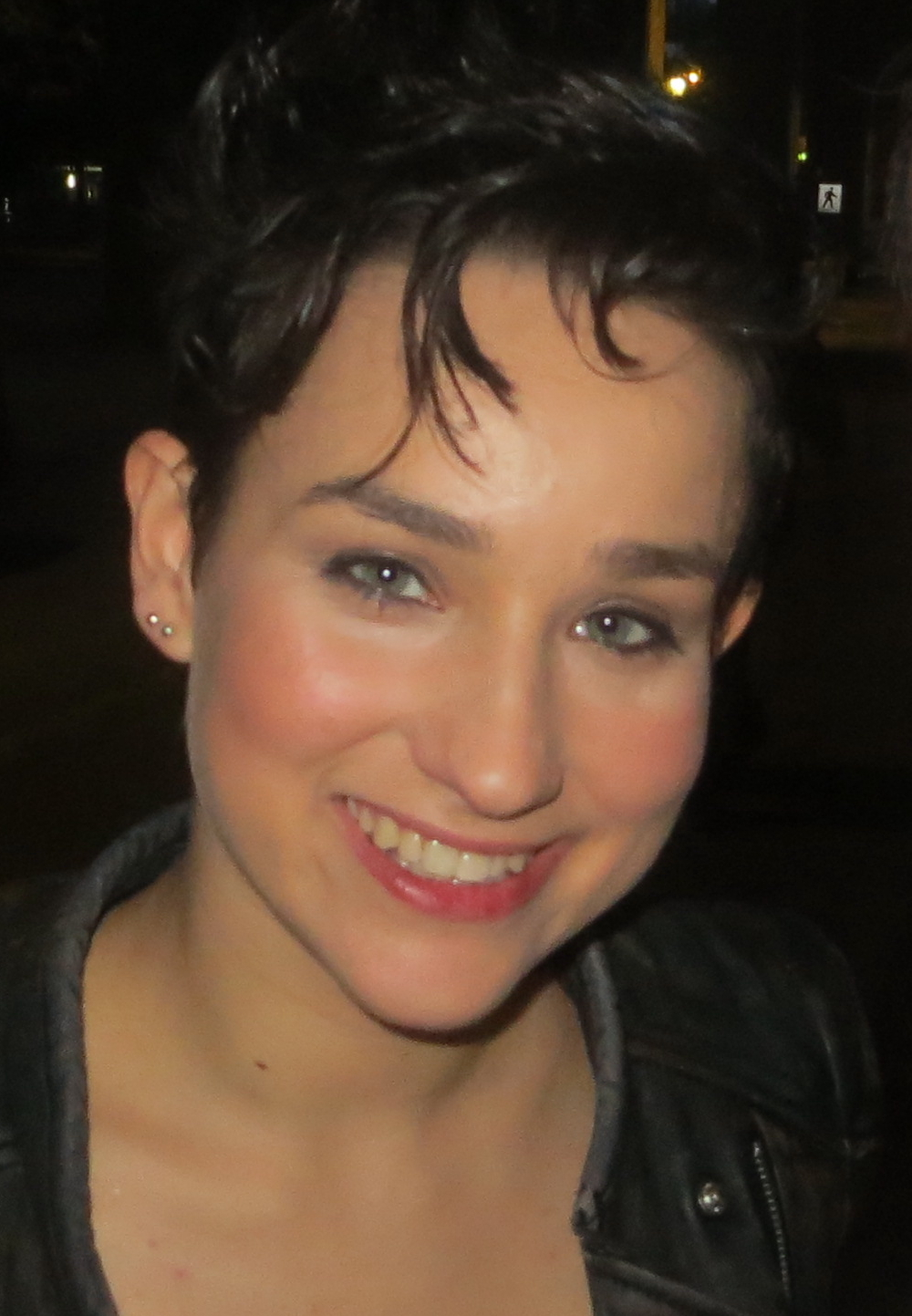
Bex Taylor-Klaus (2013)

- Maaouya Ould Sid'Ahmed Taya (1941), Mauritaans militair en politicus
- Gusti Radin Mas Suriya Sutaya Kanjeng Gusti Pangeran Arya Tayawulan, bekend als Pakoeboewono XIII van Soerakarta, (1954-), soesoehoenan van Soerakarta (2004-)
- Chakib Tayeb (1987), Nederlands voetballer
- Ferdi Tayfur (1945-2025), Turks zanger, componist, acteur, auteur, regisseur en muziekproducer
- Doris May Tayler, bekend als Doris Lessing, (1919), Brits schrijfster en Nobelprijswinnares
- Andrew William Harvey Taylor, bekend als Andrew Eldritch, (1959), Brits zanger
- Angelo Taylor (1978), Amerikaans atleet
- Billy Taylor, (1906-1986), Amerikaanse jazztubaïst en contrabassist
- Billy Taylor, geboren als William Edward Taylor Jr., (1921-2010), Amerikaans jazzpianist en -componist
- Brenda Taylor (1962), Canadees roeister
- Charles Taylor (1931), Canadees filosoof
- Charles Taylor (1948), president van Liberia
- Christian Taylor (1990), Amerikaans atleet
- Christine Taylor (1971), Amerikaans actrice
- Christopher Taylor (1999), Jamaicaans atleet
- Dennis Taylor (1921-1962), Brits autocoureur
- Dennis Taylor (1949), Noord-Iers snookerspeler
- Derek Taylor (1932-1997), Brits journalist, schrijver, publicist en muziekproducent
- Edward Taylor (ca. 1642-1729), Amerikaans dichter, arts en pastor
- Elizabeth Rosemond (Liz) Taylor (1932-2011), Brits-Amerikaans actrice
- Frederick Winslaw Taylor (1856-1915), Amerikaans econoom
- George Taylor (1904-1993), Brits botanicus
- Georgia Taylor (1980), Brits actrice
- Graham Taylor (1944-2017), Engels voetballer en bondscoach
- Helen Marina Lucy Taylor, geboren als Helen Marina Lucy Windsor, (1964), Brits ambassadrice van Italiaanse bedrijven en lid van de Britse Koninklijke familie
- Henry Taylor (1932), Brits autocoureur
- Holland Taylor (1943), Amerikaans actrice
- Hudson Taylor (1832-1905), Brits arts en zendeling
- Jack Taylor (1930-2012), Brits voetbalscheidsrechter
- James Vernon Taylor (1948), Amerikaans zanger
- Jayceon Terrell Taylor, bekend als Game, (1979), Amerikaans rapper
- John David Beckett, Baron Taylor of Warwick (1952), Brits politicus
- John Michael Beck Taylor, bekend als Michael Beck, (1949), Amerikaans acteur
- John Taylor (1933-1966), Brits autocoureur
- John Taylor (1949-2004), Belgisch politicus en burgemeester
- Jordan Taylor (1991), Amerikaans autocoureur
- Joseph Taylor (1941), Amerikaans astrofysicus en Nobelprijswinnaar
- Lili Taylor (1967), Amerikaans actrice
- Malcolm John Taylor, bekend als Malcolm McDowell, (1943), Engels acteur
- Marshall Walter Taylor (1878-1932), Amerikaans wielrenner
- Max Taylor (2007), Amerikaans autocoureur
- Mick Taylor (1949), Engels gitarist en zanger
- Mike Taylor (1934), Brits autocoureur
- Natascha Taylor, pseudoniem van Natascha McElhone, (1969), Engels theater-, film- en televisieactrice
- Phil Taylor (1960), Engels darter
- Rachael Taylor (1984), Australisch televisie- en filmactrice
- Renée Taylor (1933), Amerikaans actrice, comédienne, schrijfster, en filmregisseuse
- Richard Edward Taylor (1929-2018), Canadees natuurkundige en Nobelprijswinnaar
- Richard Lawrence Taylor (1962), Brits wiskundige
- Ricky Taylor (1989), Amerikaans autocoureur
- Richard Dean Taylor (1939-2022) Canadees zanger, producent en songwriter
- Robert Taylor, pseudoniem van Spangler Arlington Brugh, (1911-1969), Amerikaans acteur
- Robert Taylor (1932-2017), Amerikaans computerwetenschapper
- Roberta Taylor (1948), Engels actrice en schrijfster
- Roger Andrew Taylor (1960), Brits drummer (Duran Duran)
- Roger Meddows-Taylor (1949), Brits drummer (Queen)
- Sean Taylor (footballspeler) (1983–2007)
- Sean Taylor (singer-songwriter) (1983)
- Sophie Taylor (1996), Brits zwemster
- Stuart Taylor (1974), Schots voetballer
- Stuart Taylor (1980), Engels voetballer
- Tamara Taylor (1970), Canadees televisieactrice
- Tommy Taylor (1932-1958), Engels voetballer
- Trevor Taylor (1936-2010), Brits autocoureur
- Veronica Taylor (1978), Amerikaans stemactrice
- Wayne Taylor (1956), Zuid-Afrikaans autocoureur
- Wendy Ann Taylor (1945), Engels beeldhouwster
- William S. Taylor, Amerikaans acteur
- Zachary Taylor (1784-1850), Amerikaans president (1849-1850)
- Zachary Taylor (1986), Amerikaans wielrenner
- Scout Taylor-Compton, geboren als Desariee Starr Compton, (1989), Amerikaans actrice
- Eliza Jane Taylor-Cotter (1989), Australisch actrice
- Bex Taylor-Klaus (1994), Amerikaans actrice
- Harriet Taylor Mill (1807-1858), Engels filosofe en verdedigster van vrouwenrechten
- Leigh Taylor-Young (1945), Amerikaans actrice
- Gerarda Jacoba Everdina Taytelbaum, bekend als Caro van Eyck, (1915-1979), Nederlands actrice

## Taz
- Boutros Taza, bekend als Nerses Bedros XIX Tarmouni, (1940-2015), geestelijke van de Armeens-Katholieke Kerk (1965-1990)
- Frank Tazelaar (1968), Nederlands musicus, redacteur en festivaldirecteur
- Peter Tazelaar (1920-1993), Nederlands verzetsstrijder
- Rob Jan Tazelaar (1937), Nederlands politicus
- Thierry Fidjeu Tazemeta (1982), Equatoriaal-Guinees-Kameroens voetballer
- Gamze Tazim (1989), Nederlands actrice van Turkse komaf